# Eudistoma glabrum
Eudistoma glabrum är en sjöpungsart som först beskrevs av Sluiter 1919.  Eudistoma glabrum ingår i släktet Eudistoma och familjen Polycitoridae. Inga underarter finns listade i Catalogue of Life.